# Longevity escape velocity
Longevity escape velocity (kallas även Actuarial escape velocity) är en term som används i livsförlängningsrörelsen. Det är en hypotetisk situation där den förväntade livslängden förlängs längre än den tid som passerar. Till exempel i ett visst år då longevity escape velocity skulle behållas, skulle tekniska framsteg öka medellivslängden mer än året som just gick förbi.
Livslängden ökar något varje år allteftersom behandlingsstrategier och teknologi förbättras. För närvarande krävs mer än ett år av forskning för varje ytterligare år av förväntad livslängd. Longevity escape velocity uppstår när detta förhållande vänder, så att livslängden ökar snabbare än ett år per ett års forskning, så länge som takten av framsteg är hållbar.
Konceptet föreslogs av David Gobel, en av grundarna av Methuselah Foundation (MF). Idén har förespråkats av biogerontologen Aubrey de Grey (den andra grundaren av MF), och futuristen Ray Kurzweil, som namngav en av hans böcker, Fantastic Voyage: Live Long Enough to Live Forever, efter konceptet. Dessa två påstår att genom att sätta ytterligare press på vetenskap och medicin för att fokusera forskningen på att öka gränserna för åldrande, snarare än att fortsätta längs den nuvarande takten, kommer fler liv räddas i framtiden, även om fördelarna inte är omedelbart uppenbara.